# Frédéric Sonnet
Frédéric Sonnet, né le 25 septembre 1971 à Namur, est un pongiste belge.

## Biographie

### Carrière sportive
Frédéric Sonnet naît à Namur le 25 septembre 1971. Plus jeune, il pratique le volley-ball mais à la suite de problèmes physiques au niveau du bras gauche, il se réoriente vers le tennis de table où il fait ses premiers pas dans le club du TT Malonne.
Sonnet intègre l'équipe nationale de Belgique à l'âge de 14 ans. En 1991, il fait partie de l'équipe de Belgique qui atteint la quatrième place aux Championnats du monde à Chiba au Japon aux côtés de Thierry Cabrera, Jean-Michel Saive, Philippe Saive et Remo De Prophetis. En 1994, il obtient la médaille de bronze à la Coupe du monde par équipes à Nîmes avec Thierry Cabrera, Andras Podpinka (en) et Philippe Saive.
Sonnet a effectué la majorité de sa carrière en France dont une vingtaine d'années en Pro A, notamment à Montpellier, Angers, Yport et Nice avant de rejoindre la Superdivion belge au TT Vedrinamur en 2011. Lors de la saison 2023-2024, il évolue en première provinciale au Forbot Dinant.
La meilleure place de Sonnet au classement mondial fut la 81e place et il fut également classé 4e joueur belge.